# Brandstads kyrka
Brandstads kyrka är en kyrkobyggnad i Brandstad. Den tillhör Vollsjö församling i Lunds stift.

## Kyrkobyggnaden
Kyrkan härstammar från slutet av 1100-talet eller början av 1200-talet och är byggd i romansk stil. Från denna tid stammar även dopfunten som anses utförd av Mårten Stenmästare och rester av gamla kalkmålningar i koret. Målningarna är utförda i en stil som daterar dem till andra hälften av 1200-talet och de föreställer ett ryttarfölje. Målningarna i långhuset är utförda av Axel Kulle.
1837 genomgick kyrkan en grundlig ombyggnad då kyrktornet tillkom med tornspira och de ursprungliga ingångarna murades igen och ersattes med en ny port. Långhusets medeltida valv ersattes med tunnvalv av trä.

## Inventarier
- Altaruppsatsen och predikstolen är snidade arbeten i barockstil från slutet av 1600-talet eller början av 1700-talet.
- I kyrktornet hänger två klockor.

### Orgel
- 1854 byggde Sven Fogelberg, Lund en orgel med 5 1/2 stämmor.
- Den nuvarande orgeln byggdes 1923 av Eskil Lundén, Göteborg och är en pneumatisk orgel. Den har fasta kombinationer. Den omdisponerades och utökades 1962-1963 av G Walter och S E Sjöstrand, Vollsjö.

| Huvudverk I   | Svällverk II      | Pedal        | Koppel |
| Principal 8´  | Rörflöjt 8´       | Subbas 16´   | I/P    |
| Gedacht 8'    | Principal 4'      | Principal 4' | II/P   |
| Kvintadena 4' | Kvinta 2 2/3'     |              | II/I   |
| Waldflöjt 2'  | Flöjt 2'          |              |        |
| Mixtur 3 chor | Crescendosvällare |              |        |